# Ecclinusa psilophylla
Ecclinusa psilophylla là một loài thực vật có hoa trong họ Hồng xiêm. Loài này được Sandwith mô tả khoa học đầu tiên năm 1931.